# Naoki Hattori
Naoki Hattori (japonsko 服部尚貴), upokojeni japonski dirkač Formule 1, *13. junij 1966, Tokio, Japonska.
Naoki Hattori je upokojeni japonski dirkač Formule 1. Svojo kariero je začel v Japonski Formuli 3, kjer je v sezoni 1990 osvojil naslov prvaka. To mu je prineslo nastop za zadnjih dveh dirkah Formule 1 v naslednji sezoni 1991 za Veliko nagrado Japonske in Avstralije, toda obakrat se mu ni uspelo kvalificirati na dirko. Med sezonama 1991 in 1995 je dirkal v prvenstvu Japonske Formule 3000, kot najboljša rezultata je dosegel dve peti mesti v prvenstvih v letih 1992 in 1994. Med sezonama 1996 in 2005 je večinoma dirkal v prvenstvu Formule Nippon, kjer je kot najboljša rezultata dosegel dve drugi mesti v prvenstvih v letih 1996 in 2001. Bližje naslovu je bil v sezoni 1996, ko ga je Ralf Schumacher premagal le za dve točki. Po sezoni 2005 se je upokojil kot dirkač.

## Popolni rezultati Formule 1
(legenda) (odebeljene dirke pomenijo najboljši štartni položaj, poševne pa najhitrejši krog, †-uvrščen kljub odstopu)
| Leto | Moštvo            | Šasija    | Motor       | 1   | 2   | 3   | 4   | 5   | 6   | 7   | 8  | 9   | 10  | 11  | 12  | 13  | 14  | 15       | 16       | Prv | Toč |
| ---- | ----------------- | --------- | ----------- | --- | --- | --- | --- | --- | --- | --- | -- | --- | --- | --- | --- | --- | --- | -------- | -------- | --- | --- |
| 1991 | Coloni Racing Srl | Coloni C4 | Cosworth V8 | ZDA | BRA | SMR | MON | KAN | MEH | FRA | VB | NEM | MAD | BEL | ITA | POR | ŠPA | JAP DNPQ | AVS DNPQ | -   | 0   |